# Montégut-Plantaurel
Montégut-Plantaurel è un comune francese di 329 abitanti situato nel dipartimento dell'Ariège nella regione dell'Occitania.

## Società

### Evoluzione demografica
Abitanti censiti